# Annie Maynard
Annie Maynard es una actriz australiana, más conocida por haber interpretado a Jennifer en la serie Spirited.

## Biografía
En el 2004 se graduó de la prestigiosa escuela National Institute of Dramatic Art (NIDA).

## Carrera
En el 2005 interpretó a Misty Browne en la serie médica All Saints.
En el 2011 apareció en la miniserie Paper Giants: The Birth of Cleo y se unió al elenco de la segunda temporada de la serie Spirited, donde interpretó a Jennifer Darling, la nueva esposa de Steve Darling (Rodger Corser).
En el 2012 apareció como invitada en dos episodios de la serie Tricky Business, ese mismo año se unió a la nueva serie This Christmas donde interpreta a Irene. Ese mismo año aparecerá como personaje invitado en la serie Puberty Blues donde interpretará a Annie.
En el 2013 aparecerá en la serie Upper Middle Bogan donde interpretará a la doctora Bess Denyar quien está casada con un arquitecto con dos hijos gemelos y que descubre que es adoptada, que sus padres biológicos son Wayne (Glenn Robbins) y Julie Wheeler (Robyn Malcolm) y que tiene tres hermanos Amber (Michala Banas), Kayne (Rhys Mitchell) y Brianna (Madeleine Jevic); en la serie también aparecerá la actriz Lara Robinson.

## Filmografía

### Series de Televisión
| Año             | Título                          | Personaje       | Notas                    |
| --------------- | ------------------------------- | --------------- | ------------------------ |
| 2018 - presente | Playing for Keeps               | Maddy           | 8 episodios              |
| 2018            | Dead Lucky                      | Penny Weir      | 4 episodios              |
| 2017            | Love Child                      | Liza            | ep. #4.6                 |
| 2013 - 2016     | Upper Middle Bogan              | Bess Denyar     | 24 episodios             |
| 2014            | Rake                            | Fiscal          | ep. #3.4                 |
| 2012 - 2014     | Puberty Blues                   | Annie           | 7 episodios              |
| 2012            | A Moody Christmas               | Irene           | 2 episodios              |
| 2012            | Tricky Business                 | Simone Woodward | 2 episodios              |
| 2011            | Spirited                        | Jennifer        | 5 episodios              |
| 2011            | Paper Giants: The Birth of Cleo | Annie Woodham   | 2 episodios - miniserie  |
| 2005            | All Saints                      | Misty Browne    | episodio "A Lonely Road" |

Películas
| Año  | Título         | Personaje | Notas                                                                          |
| ---- | -------------- | --------- | ------------------------------------------------------------------------------ |
| 2014 | Super Awesome! | Deb Fox   | junto a Matt Zeremes, Rob Carlton, Guy Edmonds, Krew Boylan & Patrick Brammall |

Teatro
| Año  | Obra                           | Personaje | Director (a)             | Teatro                   | Notas                                                      |
| ---- | ------------------------------ | --------- | ------------------------ | ------------------------ | ---------------------------------------------------------- |
| 2010 | Orestes 2.0                    | Electra   | Kate Revz                | Griffin Theatre          | junto a Guy Edmonds, Gemma Pranita & Andrea Demetriades    |
| 2009 | The Sneeze                     | -         | Kate Revz                | Parade Theatre           | junto a Keith Agius, Garth Holcombe & Olivia Simone        |
| 2008 | Stoning Mary                   | -         | Lee Lewis                | Stables Theatre          | junto a Eve Morey & Brett Stiller                          |
| 2006 | Private Lives                  | -         | Michael Gow              | -                        | junto a Helen Christinson, James Evans & Jean-Marc Russ    |
| 2006 | Maralinga                      | -         | Wesley Enoch             | -                        | junto a Roy Billing                                        |
| 2006 | Capricornia                    | -         | Wesley Enoch             | York Theatre             | junto a Bob Baines, Luke Carroll & Christopher Pitman      |
| 2005 | Noises Off                     | -         | Adam Cook                | -                        | junto a Marco Chiappi, Brett Hicks-Maitland & Geoff Revell |
| 2005 | Handbag                        | -         | Alice Livingstone        | Seymour Theatre          | junto a Jason Langley & Nicholas Simpson-Deeks             |
| 2005 | The Government Inspector       | -         | Adam Cook                | -                        | junto a Don Barker, Paul Blackwell & David Kendall         |
| 2004 | The Eight: Reindeer Monologues | -         | Sam Kennedy              | Belvoir St. Theatre      | junto a Thomas Campbell, Paul Cotter & Rebel Wilson        |
| 2004 | Playhouse Creatures            | -         | John Clark               | Theatre Royal            | junto a Simon Keen, Robin McLeavy & Ella Scott Lynch       |
| 2001 | Top Girls                      | -         | Samantha Scott-Blackhall | Matthew Flinders Theatre | junto a Maja Bejnarowicz, Julia Fry & Monique Potter       |
| 2001 | M-A Musical Entertainment      | -         | Michael Fuller           | Matthew Flinders Theatre | junto a Dale Adams, Sonya Kerr & Melanie Vallejo           |

## Premios y nominaciones
| Año  | Categoría               | Premio            | Serie | Resultado |
| ---- | ----------------------- | ----------------- | ----- | --------- |
| 2011 | Jamesons Out of the Box | Inside Film Award | -     | Nominada  |